# کامیونکا پوپژچنا
کامیونکا پوپژچنا (به لهستانی:  Kamionka Poprzeczna) یک روستا در لهستان است که در گمینا باکاواژوو واقع شده‌است.